# Браташ, Олег Владимирович
Олег Владимирович Браташ (род. 27 февраля 1966, Москва) — советский и российский хоккеист и хоккейный тренер.

## Биография
Воспитанник СДЮШОР «Крылья Советов». Первое время играл в нападении, но когда с приходом зимы и сменой тренера группе понадобился вратарь, встал в ворота. В футболе в составе сетуньской «Искры» играл в нападении. Так как специальных тренеров вратарей в школе не было, Браташу помогали Борис Запрягаев и Евгений Полеев. Главным тренером, воспитавшим Браташа, был Григорий Георгиевич Савельев, тренировавший «Крылья-66» с 1975 по 1981 годы.
Зимой 1984 года, когда Браташу ещё не исполнилось 18 лет, Игорь Дмитриев пригласил его в главную команду «Крылья Советов». Дебют состоялся в товарищеском матче против «Кристалла» из Саратова. Тот поединок «Крылья» выиграли, Браташ сыграл надёжно. В 1984 году став чемпионом Европы среди юношей в немецком Гармиш-Партенкирхене. С начала сезона 1984/85 года, после ухода из спорта Александра Сидельникова, Браташ в 18 лет стал основным вратарём «Крыльев Советов».
На молодёжном чемпионате мира 1985 года завоевал бронзу. С начала сезона 1985/86 года Браташ выступал в составе ЦСКА. За два сезона он лишь 9 раз выходил на лёд, перенеся за это время две операции на коленях. В 1986 году стал чемпионом мира среди молодёжи. Во время выступлений за ЦСКА Браташ также дебютировал и во взрослой сборной — на международном турнире «Приз Известий». Позже ещё дважды Браташ приглашался в сборную на этот турнир — в 1989 и 1992 годах.
В 1987 году Браташ вернулся в «Крылья Советов», где играл в течение семи сезонов. Команда трижды завоёвывала бронзовые медали чемпионата СССР и МХЛ, брала Кубок Лиги-89, Браташ признавался лучшим вратарём СССР по итогам сезона 1988/89.
В 1990 году вместе с «Крыльями Советов» принял участие в Суперсерии против команд НХЛ. В сборной в основном проводил товарищеские матчи. Единственным официальным турниром в составе национальной команды, кроме «Приза Известий», для него стали Игры Доброй воли в Сиэтле в 1990 году, где сборная СССР завоевала золото.
В 1994 году Браташ уехал за океан. Причиной было финансовое положение «Крыльев Советов». Там стал вратарём клуба «Сент-Томас Уйалдкэт» из Колониальной хоккейной лиги, где провёл окончание сезона 1993/94, стал серебряным призёром и обратил на себя внимание двух клубов из АХЛ. Выбрал для продолжения карьеры словенский клуб «Акрони Есенице», который возглавлял российский специалист Сергей Борисов.
Перед сезоном 1996/97 Олег Браташ получил приглашение в ярославское «Торпедо», которое возглавил П. И. Воробьев. Внёс весомый вклад в будущее чемпионство ярославцев. Доиграть сезон до конца не смог, так как по семейным обстоятельствам вернулся в Москву.
Следующие два сезона Браташ провёл в форме «Крылья Советов». Завершил игровую карьеру в 1999 году.

## Тренерская карьера
Браташ начал тренировать юношей в Ново-Переделкино в 1999 году. Следующим шагом стало трудоустройство в школу «Крыльев Советов» в 2001 году. В 2003 году вместе со своими воспитанниками перешёл в главную команду. Его воспитанниками были Андрей Степанов, Рафаэль Батыршин, Михаил Юньков, Александр Горошанский, Сергей Дорофеев, Денис Кулик, которые впоследствии играли в Суперлиге и КХЛ.
В 2006 году Браташ стал ассистентом Юрия Леонова в СКА, в сезоне 2007/2008 — ассистент Барри Смита.
Вернулся в «Крылья Советов», чтобы работать главным тренером с детьми 1993 года рождения. Среди воспитанников — защитники Евгений Кулик, Илья Неколенко, Всеволод Сорокин, Сергей Алексеев и Фёдор Беляков.
В январе 2011 года возглавил молодежную команду «Спартака». В августе 2012 года Браташ стал вице-президентом «Спартака», но при этом продолжал курировать молодёжную команду и заниматься вопросами селекции. 8 июля 2013 года, после поражения МХК «Спартак» в финале Кубка Харламова от «Омских Ястребов», вновь был назначен тренировать команду. После победы в Кубке Харламова был признан лучшим тренером в МХЛ по итогам сезона 2013/14.
В мае 2014 года Браташ возглавил МХК «Локо». Клуб выиграл регулярный чемпионат в Западной конференции. В плей-офф Кубка Харламова дошёл до полуфинала, где уступил будущему чемпиону — нижегородской «Чайке». Таким образом, «Локо» впервые в истории завоевал медали МХЛ — бронзовые.
С сезона КХЛ 2015/16 Браташ — ассистент главного тренера в «Локомотиве». Также три года работал с молодёжной сборной России, которая привезла с чемпионатов мира серебро и бронзу. Возглавлял сборную всех Звёзд МХЛ.
С 2016 года главный тренер олимпийской сборной России (ближайший резерв основной сборной).
В мае 2023 года был назначен главным тренером тольяттинской «Лады», вернувшейся в КХЛ: с ним команда в сезоне 2023/2024 заняла седьмое место на Востоке и вышла в плей-офф. В середине ноября 2024 года на фоне финансовых проблем клуба покинул пост по обоюдному согласию сторон, хотя тольяттинцы на момент ухода тренера были девятыми в конференции..
Комментатор телеканала «Россия-2». В качестве эксперта работал на трансляциях матчей чемпионата КХЛ, Олимпийских игр и чемпионатов мира.

## Семья
Сын Дмитрий также занимался хоккеем: начинал тренироваться под руководством отца, во время пребывания в Словении выступал в одной пятёрке с Анжеем Копитаром в детской команде. В России играл на позиции нападающего за клубы высшей и первой лиг. В 2007 году в возрасте 21 года завершил карьеру, тренер. Дочь Валерия.